# Heinz Stefan Herzka
Heinz Stefan Herzka (geboren am 1. Februar 1935 in Wien; gestorben am 14. Februar 2021) war ein Schweizer Kinderarzt, Kinderpsychiater und Professor an der Universität Zürich.

## Leben
Herzka wurde 1935 als Sohn der Psychologin Else Freistadt Herzka († 1953) und des Buchhalters Hans Herzka in Wien geboren. 1938 emigrierte die Familie in die Schweiz, wo Herzka in Amden, Genf und Zürich aufwuchs. Von 1954 bis 1961 studierte er in Zürich und Basel Medizin. Sein Studium schloss er 1961 mit dem medizinischen Staatsexamen und einer Dissertation ab. 1960 heiratete Herzka Irène Langsam, aus deren Ehe er drei Kinder hatte. Nach der Trennung 1979 heiratete er 2000 Verena Nil. In seiner weiteren medizinischen Laufbahn war er von 1962 bis 1967 Assistenzarzt in Leiden (NL) und Sheffield (GB) und machte eine Ausbildung zum Kinderarzt FMH (1965), Kinder- und Jugendpsychiater und Psychotherapeut in Aarau und Zürich. 1968 wurde er Oberarzt der psychiatrischen Universitätspoliklinik für Kinder und Jugendliche in Zürich. 1969 habilitierte sich Herzka als Privatdozent für Kinder- und Jugendpsychiatrie an der medizinischen Fakultät der Universität Zürich zum Thema Psychopathologie des Kindes- und Jugendalters. Von 1971 bis 1985 war er leitender Arzt der Zweig- und Regionalstellen des Kinder- und Jugendpsychiatrischen Dienstes des Kantons Zürich. Ab 1975 leitete er seine eigens gegründete Tagesklinik, die er ab 1974 geplant und aufgebaut hatte, und trat erst 1998 als leitender Arzt zurück. Ab 1980 unternahm Herzka jährlich weltweite Reisen im Zusammenhang mit dem eigenen Projekt „Schalmeien der Welt“. Das Ehepaar Herzka Nil begründete mit der Schenkung ihrer Sammlung von Musikinstrumenten und Kulturobjekten an das Museum MúSIC musée des instruments et des cultures du monde im französischen Céret, die international grösste Sammlung traditioneller Schalmeiinstrumente. Ab seiner Emeritierung 2001 war Herzka Supervisor für Kinderpsychotherapie in Zürich und übte diverse Lehrtätigkeiten an Fachhochschulen sowie Öffentlichkeitsarbeit aus.
Herzkas Vorlass wurde 2007 von ihm persönlich dem Archiv für Zeitgeschichte übergeben und enthält vor allem Fotos, Familienfilme und Lehrmaterialien. Ein Grossteil des Bestandes betrifft seine Öffentlichkeitsarbeit: Publikationen, Beiträge in Büchern und Radio- und Fernsehsendungen. Der Nachlass seiner Eltern Else und Hans Freistadt-Herzka befindet sich ebenfalls im Archiv für Zeitgeschichte. Die Instrumente und andere Gegenstände der Schalmeien-Sammlung sind im „Centre International de Musique Populaire“ (CIMP) in Céret archiviert.
Herzka starb im Februar 2021 im Alter von 86 Jahren.

## Publikationen (Auswahl)
- Das Kind im geistigen Klima. Francke, Bern 1968.
- Spielsachen; Auswahl und Bedeutung für das gesunde und das behinderte Kind. 3. Auflage. Schwabe, Basel 1974.
- Gesicht und Sprache des Säuglings. Schwabe, Basel 1979.
- Konflikte im Alltag. Schwabe, Basel 1983.
- Das Kind von der Geburt bis zur Schule. Bilderatlas und Texte zur Entwicklung des Kindes. 6. Auflage. Schwabe, Basel 1984, ISBN 3-7965-0685-2.
- Schalmeien der Welt. Volksoboen und Volksklarinetten – Verbreitung und Geschichte der Musikinstrumente mit dem magischen Klang. Schwabe, Basel 2003, ISBN 3-7965-1969-5.
- Kinderverträglich denken und handeln. Schwabe, Basel 2005, ISBN 3-7965-2127-4.
- Unterwegs im Zwischen. Emigrantenkind, Kinderpsychiater, Schalmeiensucher. Eine Autobiographie. Huber, Frauenfeld / Stuttgart / Wien 2007, ISBN 978-3-7193-1442-2.

Gemeinsam mit anderen Autoren:
- Heinz Stefan Herzka, Martin Fulda, Wolf Reukauf, Anne-Lise Weiss: Kinderpsychiatrische Krankheitsbilder. Schwabe, Basel/Stuttgart 1978, ISBN 3-7965-0686-0.
- Heinz Stefan Herzka, Wolf Reukauf: Kinderpsychopathologie. Ein Lehrgang. Schwabe, Basel/Stuttgart 1981. (2., ergänzte Auflage. 1986, ISBN 3-7965-0846-4.)
- Heinz Stefan Herzka, Wolf Reukauf, Hanna Wintsch (Hrsg.): Dialogik in Psychologie und Medizin. 1999, ISBN 3-7965-1051-5.